# ホールデン・ユート
ユート（UTE ）は、オーストラリアの自動車メーカー、ホールデンが生産していたクーペユーティリティ型 (en:Coupé utility) のピックアップトラック。コモドアをベースとした車両である。

## 歴史

### 初代（2000年-2007年）

#### VUユート
VSコモドアのクーペユーティリティモデルであるコモドアユーティリティ（Commodore Utility ）の後継として2000年8月に発売。VXコモドアがベースで、型式はVU。
エンジンはV型6気筒 3.8L ECOTECと、V型8気筒 5.7L Generation IIIを搭載する。ホイールベースはVTコモドアワゴンと同一の2,939 mm、荷室長は2,193 mm。インテリアはVXコモドアと共通であるが、外観や装備には変更が加えられている。
2002年8月、VXコモドア シリーズIIと同様のマイナーチェンジ。V8エンジンの出力を225 kWから230 kWに向上。

#### VYユート
2002年9月発売。VYコモドアがベースで、型式もコモドアシリーズと同じVYとなった。搭載されるエンジンはVUユートと同一。
新たに4ドアモデルであるホールデン・クルーマン（Crewman ）を追加。ホイールベースは3,206mmで、荷室長は1,463mmである。
2003年12月、クルーマンに四輪駆動モデルとなるクルーマン・クロス8（Crewman Cross 8 ）を追加。V8エンジンを搭載する。

#### VZユート
2004年8月発売。VZコモドアがベースで、型式はコモドアシリーズと同じくVZ。クルーマンも継続設定される。
エンジンはV6が新型のAlloytec V6 3.6Lに変更された。V8は当初5.7L Generation IIIを搭載し、2006年1月から6L Generation IV L76型に変更。
2007年9月、生産終了。4ドアモデルと四輪駆動モデルはこのモデルが最後となった。

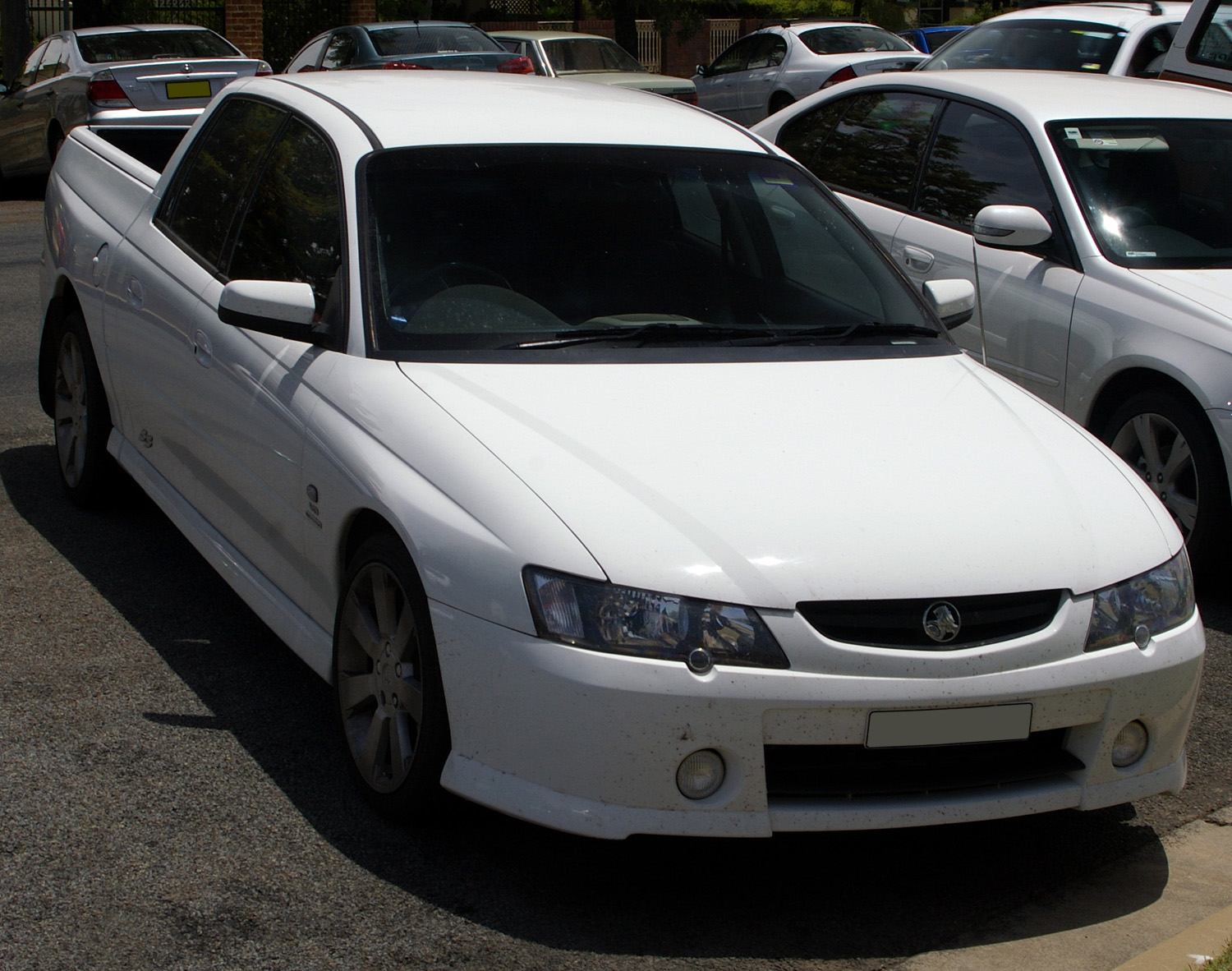
VYクルーマン
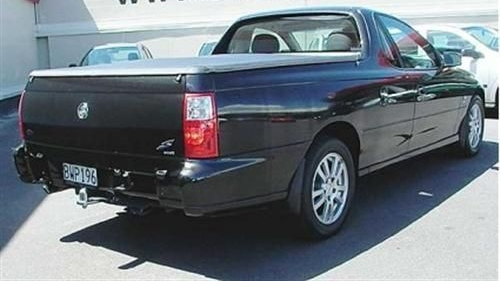
リア (VY)

### 2代目（2007年-2017年）

#### VEユート
2007年8月発売。ベースはフルモデルチェンジしたVEコモドア。エンジンはV6 3.6L Alloytecと、V6 3.6L LPG Alloytec、V8 6L Generation IV Alloyが搭載された。
2008年3月のニューヨーク国際オートショーで、本車のバッジエンジニアリング版となるポンティアックG8 STを発表。しかし、ポンテアックブランドの廃止が決定したため、市販には至らなかった。
2017年10月、ホールデン（GM）の国内生産撤退に伴いモデル廃止。2代17年の歴史に幕を下ろした。
なお、このモデルは愛知県の輸入車販売店である「オートプレステージ」によって、日本国内にも並行輸入されていた。

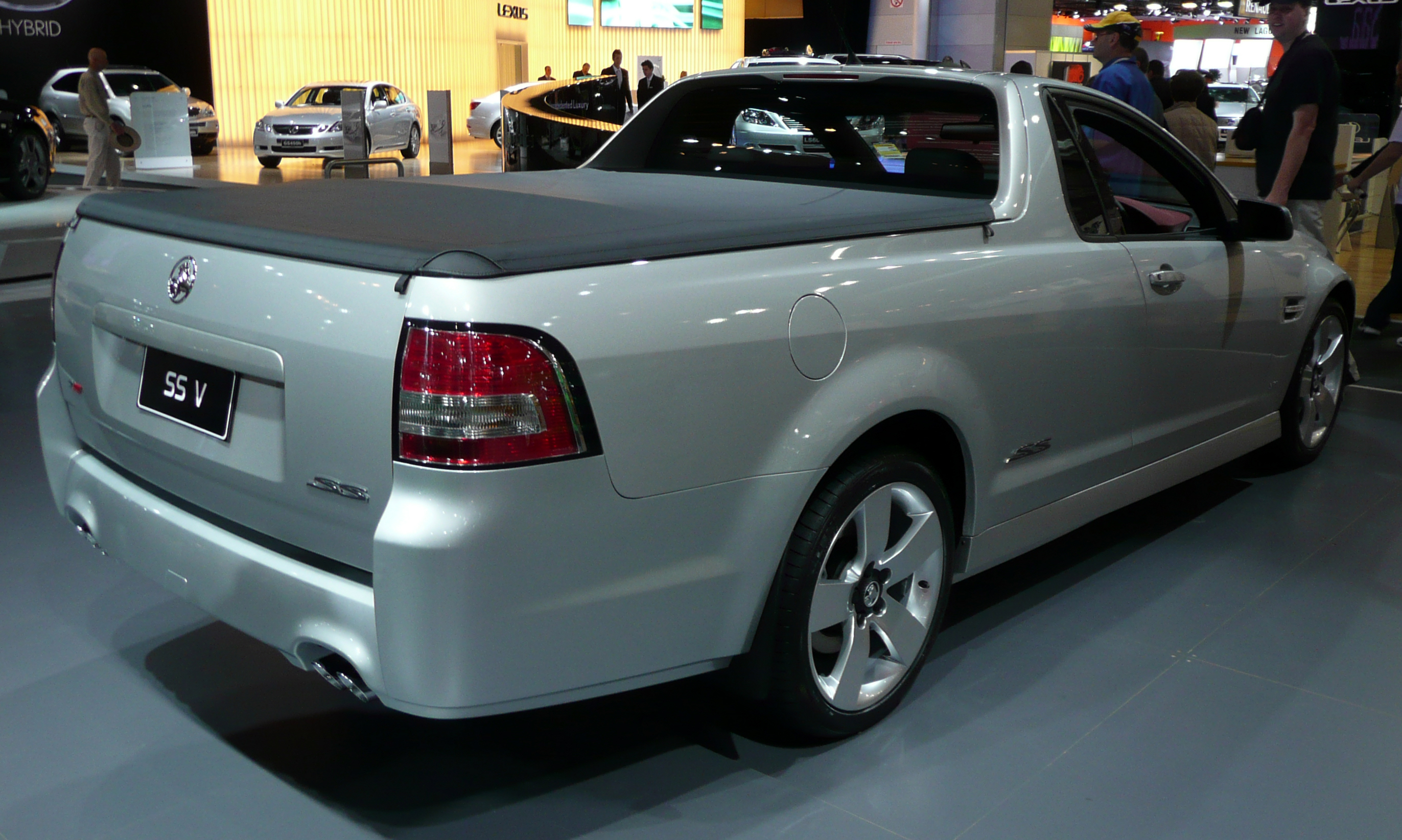
リア

## 車名の由来
オーストラリアでピックアップトラックを表す「Ute」がそのまま車名となっている。この言葉は「Utility」の短縮形とされる。